# Xin (tige céleste)
Pour les articles homonymes, voir Xin.
Xin ou hin (辛, xīn) est la huitième tige céleste du cycle sexagésimal chinois.
Elle correspond dans la théorie du yin et yang au yin et dans la théorie des cinq éléments à l’élément métal. Elle est également associée au point cardinal ouest. Dans la théorie du cycle sexagésimal représentant la croissance des plantes, le xin représente la plante qui se fane, mais aussi les graines de la nouvelle génération (辛, xīn, a le même son que 新, xīn, « nouveau ») et la nourriture des animaux.
En chinois et en japonais, xin réfère souvent au huitième élément d'une série : la lettre H, l'idée de 8e catégorie... En chimie organique, il représente le groupe octyle : octane (辛烷 xīnwán), acide octanoïque (辛酸 xīnsuān), octanol (辛醇 xīnchún), etc.
Les années en xin sont celles du calendrier grégorien finissant par 1 : 1981, 1991, 2001, 2011, etc.
Dans le cycle sexagésimal chinois, la tige céleste xin peut s'associer avec les branches terrestres wei, si, mao, chou, hai, you et  pour former les combinaisons :
- Xinwei (辛未) = 8
- Xinsi (辛巳) = 18
- Xinmao (辛卯) = 28
- Xinchou (辛丑) = 38
- Xinhai (辛亥) = 48
- Xinyou (辛酉) = 58